# Mal dell'esca della vite

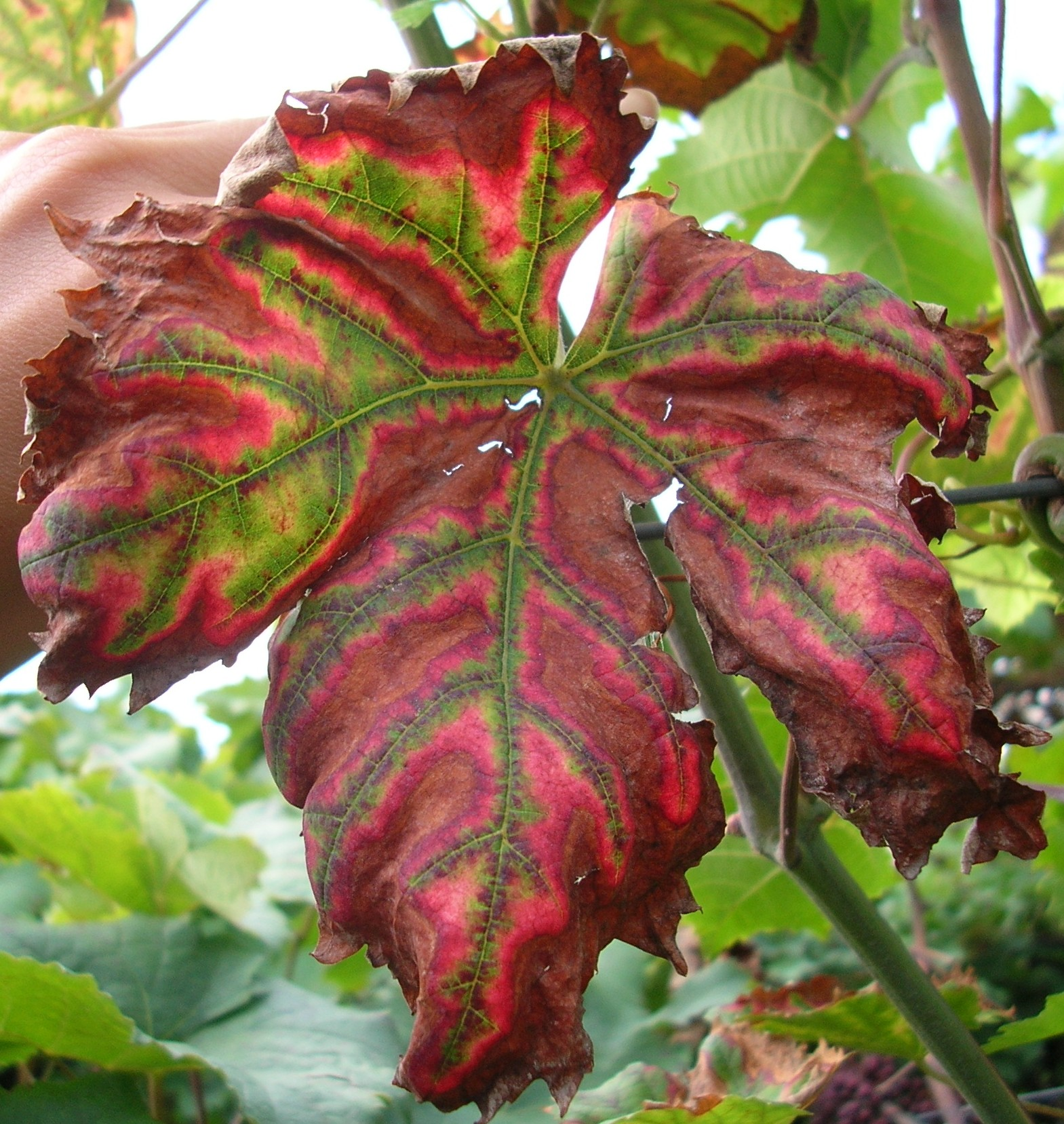
Tipico sintomo fogliare estivo di mal dell'esca (tigratura)

Il mal dell'esca è una malattia della vite causata da un gruppo di funghi che colonizzano i vasi linfatici e il legno, compromettendo la traslocazione dell'acqua e dei nutrienti dalle radici alla parte aerea della pianta.

## Importanza
Questa malattia, da sempre associata a viti piuttosto vecchie, è diffusa in tutte le aree viticole del mondo e attualmente causa gravi danni anche in impianti giovani, soprattutto su varietà considerate sensibili quali Sauvignon Blanc e Cabernet Sauvignon.
La gravità di questa malattia è legata soprattutto al fatto che attualmente non esiste alcun prodotto in grado di contrastarla, da quando l'arsenito di sodio è stato ritirato dal commercio a causa della sua tossicità nei confronti dell'uomo e dell'ambiente. 

## Eziologia
I tipici sintomi della malattia, in passato attribuiti a disturbi di tipo fisiologico, sono stati recentemente associati alla presenza di alcuni funghi nei vasi linfatici della pianta, lo xilema soprattutto. Attualmente il Mal dell'esca è ritenuto una malattia complessa, poiché costituita da almeno due patologie che possono susseguirsi o coesistere nella pianta colpita: una tracheomicosi, causata dagli ifomiceti Phaeomoniella chlamydospora e Phaeoacremonium aleophilum, e una carie bianca, causata invece dal basidiomicete Fomitiporia mediterranea.

## Sintomi

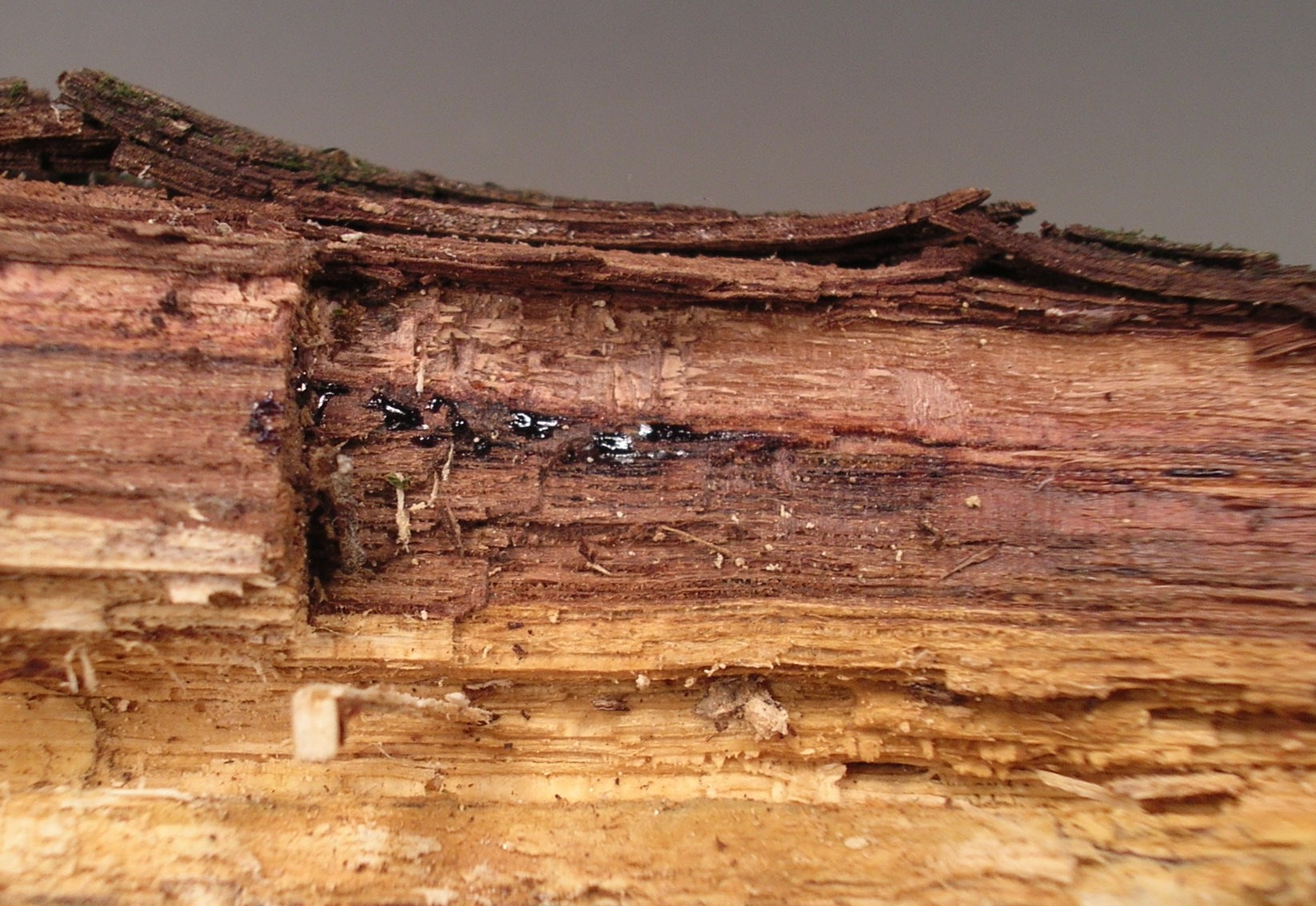
Sezione trasversale di un tralcio con imbrunimenti e fuoriuscita di essudati dovuti alla colonizzazione dello xilema da parte di P. chlamydospora e P. aleophilum.

P. chlamydospora e P. aleophilum causano la formazione di striature brune e necrosi bruno-rosate nel fusto, visibili in sezione trasversale come punteggiature scure dalle quali, talvolta, fuoriesce un liquido nero e denso. 
Questi due funghi producono delle tossine che, traslocate alla chioma attraverso il flusso xilematico, sono responsabili della formazione di macchie internervali clorotiche e necrotiche sulle foglie. Questa sintomatologia, a carico delle foglie, è denominata tigratura. Sull'uva è accompagnata dalla comparsa di macchie violacee sugli acini. 
La capacità di questi funghi di rimanere latenti anche per lunghi periodi (anni), determina l'incostanza della manifestazione dei sintomi da un anno all'altro; è infatti frequente che una pianta sintomatica nel corso di una stagione possa poi non manifestare sintomi anche per diversi anni consecutivi, continuando quindi ad avere una produzione del tutto equiparabile a quella di una pianta sana pur rimanendo malata. 
Entrambi i funghi possono produrre corpi fruttiferi sul fusto i quali, in determinate condizioni, sono in grado di liberare spore. Diffuse dal vento e dalla pioggia, le spore germinano e penetrano attraverso ferite e tagli di potatura causando nuove infezioni. Oltre ai vigneti, la malattia può avere origine in vivaio: i patogeni dell'esca, anche se con basse frequenze, sono infatti stati isolati anche da barbatelle apparentemente sane. 

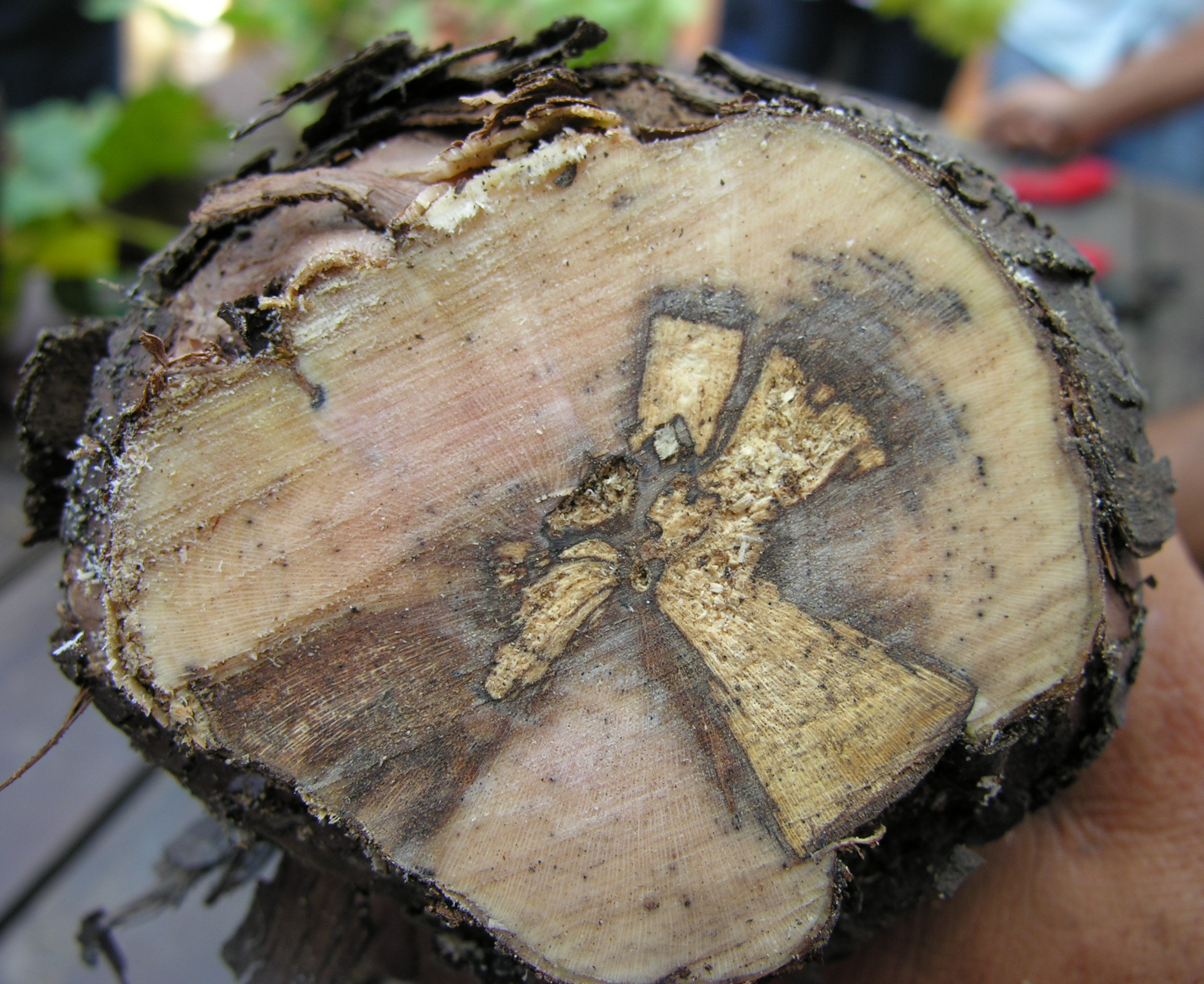
Sezione trasversale di un fusto in cui si notano la carie bianca, causata da F. mediterranea, e le punteggiature scure e la colorazione rosata causate da P. aleophilum.

F. mediterranea, invece, degrada il legno del fusto riducendolo ad una massa spugnosa e friabile nota con il nome di carie bianca. Il nome della malattia (mal dell'esca) deriva proprio dal fatto che il legno cariato veniva un tempo utilizzato come "esca" per il fuoco.

## Cura e prevenzione
Le numerose sperimentazioni effettuate non hanno ancora individuato un fungicida efficace. La strategia di lotta non può essere unica, ma deve comprendere interventi di profilassi sia in vivaio che in vigneto, al fine di evitare una rapida espansione della malattia.
Gli interventi agronomici di carattere preventivo, da eseguire in campo al fine di ridurre possibili fonti di inoculo, sono i seguenti:
- contrassegnare le piante malate alla fine della stagione estiva;
- potare separatamente le piante segnalate;
- allontanare le piante morte o fortemente compromesse e i residui di legno vecchio;
- ridurre il ricorso a grossi tagli di potatura;
- disinfettare le ferite e coprirle con mastici.

A tal fine si pratica la dendrochirurgia e si usa il trichoderma aspergillus.
Un elemento di criticità è la pratica della capitozzatura o taglio di ritorno. Questo intervento di potatura può avere esito positivo soltanto se viene eliminata tutta la parte infetta, perciò, nel caso in cui la necrosi abbia ormai raggiunto la zona del colletto, la pianta risulta irrecuperabile ed andrà completamente asportata ed allontanata dal vigneto.